# Eucalyptus marginata
Eucalyptus marginata ist eine Pflanzenart aus der Gattung der Eukalypten (Eucalyptus) innerhalb der Familie der Myrtengewächse (Myrtaceae). Sie ist im südwestlichen Western Australia beheimatet. Der Baum und das Holz sind in Australien unter dem Namen „Jarrah“ bekannt. Jarrah ist die anglisierte Form von Jerryhl, der Bezeichnung der australischen Ureinwohner, der Aborigines, für bestimmte Eucalyptus-Arten.

## Beschreibung

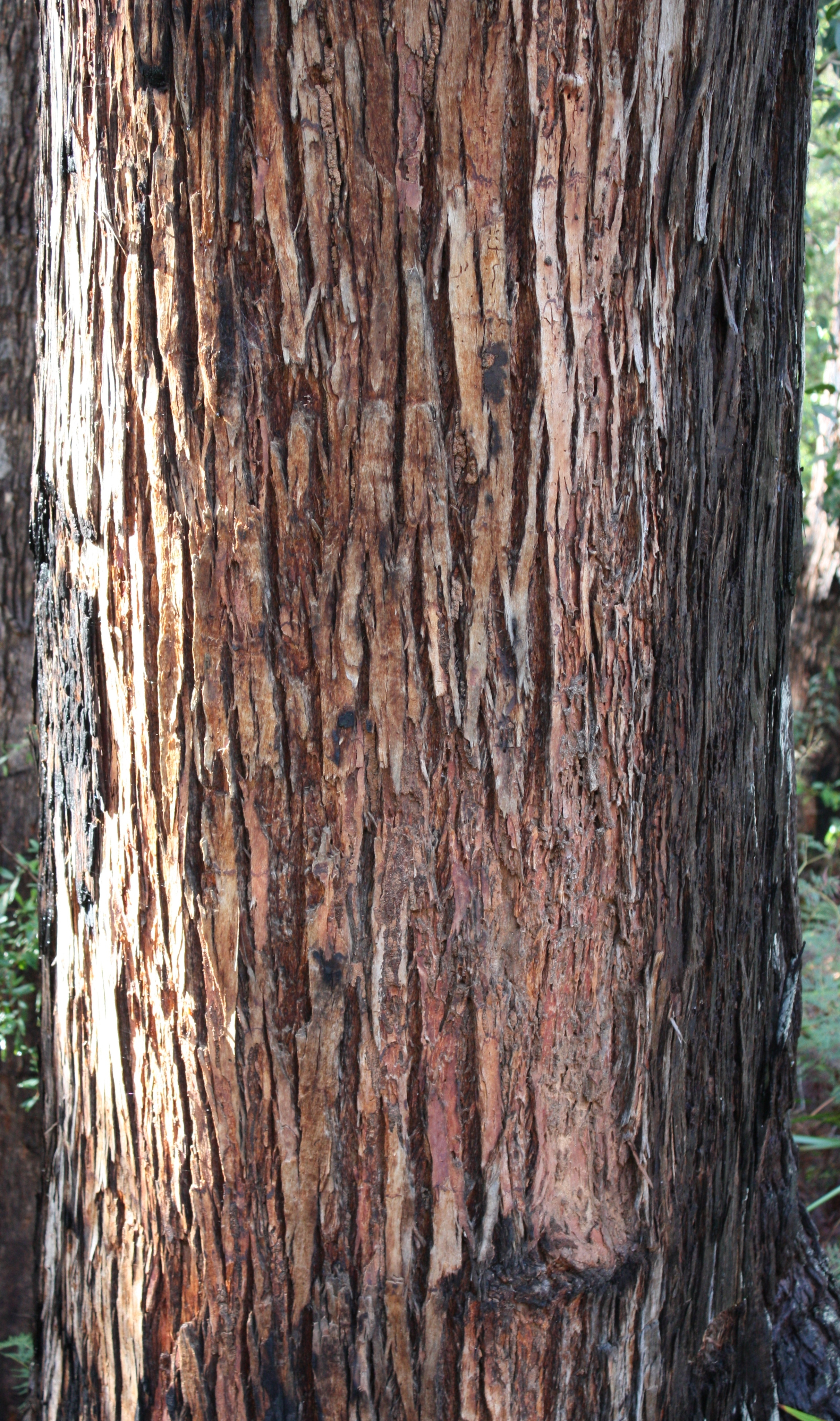
Borke

Eucalyptus marginata wächst als Baum und kann Wuchshöhen von bis über 42 Meter erreichen. Ein auf ein Alter von 400 bis 800 Jahren geschätztes Exemplar bekannt als Alter Jarrah-Baum, ist in Armadale, Western Australia zu finden. Er bildet eine relativ offene Baumkrone. Dabei erreicht die Stammlänge etwa die halbe Baumhöhe und der Stammdurchmesser bis über 2,5 Meter, selten bis über 3,3 Meter. Die braune, rissige Rinde ist längsgefurcht und grob faserig.
Die Farbe der älteren, wechselständigen und kurz gestielten, eiförmigen bis -lanzettlichen, sichelförmigen Laubblätter variiert je nach Unterart und Standort. Die Blattstiele sind rötlich und bis 2,5 Zentimeter lang, die Spreite bis etwa 12,5 Zentimeter. Die unterseits hellgrünen Blätter sind ganzrandig und spitz. Sie besitzen Ölzellen. Die jungen Blätter sind gegenständig und sitzend.
Es werden achselständige und doldige Blütenstände mit einigen Blüten gebildet. Die zwittrigen, weißen, creme- oder rosafarbenen und gestielten Blüten erscheinen von Juni bis Januar. Die kegelförmige Kalyptra ist abfallend. Es sind viele lange Staubblätter vorhanden. Der mehrkammerige Fruchtknoten im verkehrt-kegelförmigen Blütenbecher ist halbunterständig mit langem, pfriemlichem Griffel.
Es werden kleine und vielsamige, urnenförmige, bis 1,4 Zentimeter große, holzige, bräunliche Kapselfrüchte mit etwas eingesenkten Klappen gebildet. Die kantigen und schwärzlichen, fruchtbaren Samen sind bis 6 Millimeter groß, die unfruchtbaren sind kleiner und bräunlich.

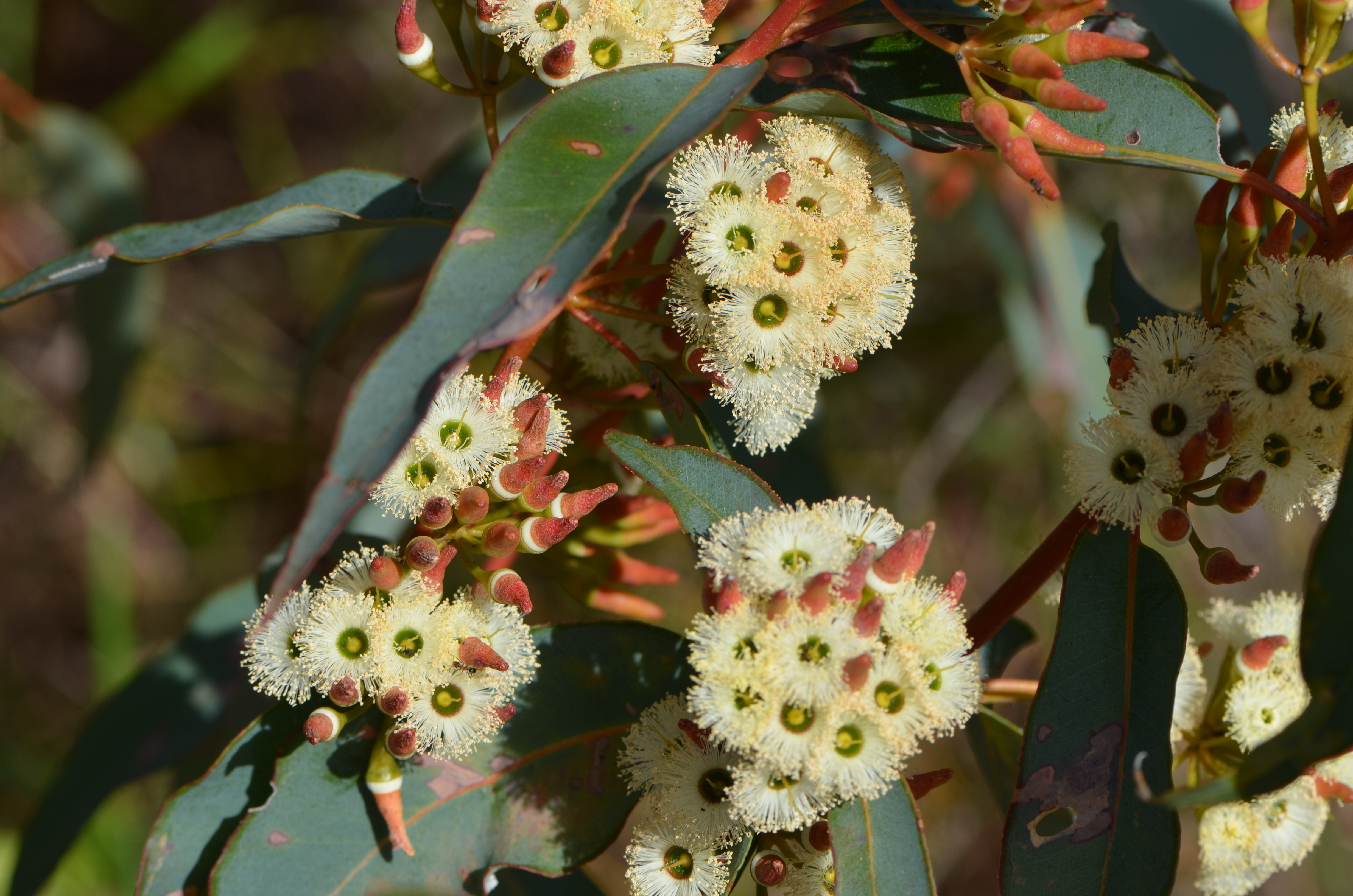
Blüten

## Vorkommen

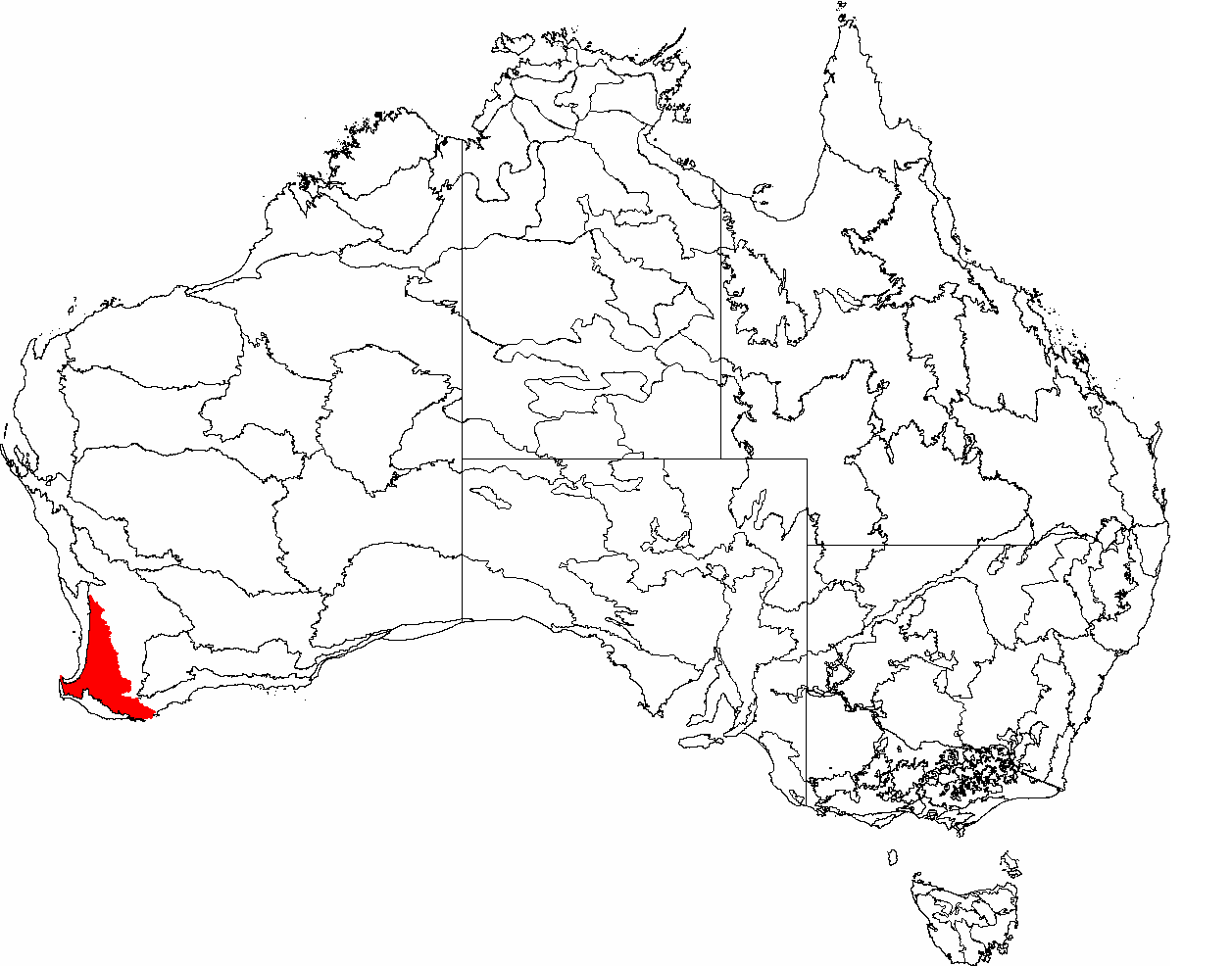
Verbreitung des Jarrah-Waldes

Eucalyptus marginata ist im südwestlichen Western Australia in Gebieten mit relativ gleichmäßigem Wasserangebot und einer Jahresniederschlagsmenge von mehr als 600 mm weit verbreitet. Man findet den Jarrah in einem Gebiet von 100 km nördlich von Perth bis an die Südküste. Durch das umfangreiche Wurzelsystem kann der Baum auch in einer nährstoffarmen Umgebung überleben.

## Systematik
Die Erstbeschreibung von Eucalyptus marginata erfolgte 1802 in James Edward Smith: Transactions of the Linnean Society of London, 6, S. 302. Synonyme für Eucalyptus marginata Donn ex Sm. sind: Eucalyptus floribunda Hugel ex Endl., Eucalyptus mahogani F.Muell. orth. var., Eucalyptus mahoganii F.Muell., Eucalyptus hypoleuca Schauer.
Von Eucalyptus marginata Donn ex Sm. gibt es drei Unterarten:
- Eucalyptus marginata subsp. elegantella Brooker & Hopper: Sie ist in Western Australia beheimatet.
- Eucalyptus marginata Donn ex Sm. subsp. marginata: Sie ist bis zu 40 m hoch und kommt in der South West Botanical Province: Avon Wheatbelt, Esperance Plains, Geraldton Sandplains, Jarrah Forest, Mallee, Swan Coastal Plain, Warren vor.
- Eucalyptus marginata subsp. thalassica Brooker & Hopper: Sie ist 5 bis 25 m hoch und kommt in der South West Botanical Province: Avon Wheatbelt, Jarrah Forest, Swan Coastal Plain vor.

Eucalyptus marginata bildet mit anderen Eucalyptus-Arten Hybriden:
- Eucalyptus marginata × megacarpa: Sie ist bis zu 8 m hoch und kommt in der South West Botanical Province: Jarrah Forest, Warren vor.
- Eucalyptus marginata × pachyloma: Sie ist 1,5 bis 5 m hoch und kommt in der South West Botanical Province: Avon Wheatbelt, Esperance Plains, Jarrah Forest vor.
- Eucalyptus buprestium × marginata: Sie ist 1, 5 bis 5 m hoch und kommt in der South West Botanical Province: Esperance Plains vor.
- Sporadisch treten auch Hybriden zwischen Eucalyptus erectifolia und Eucalyptus marginata auf.[9]

## Nutzung

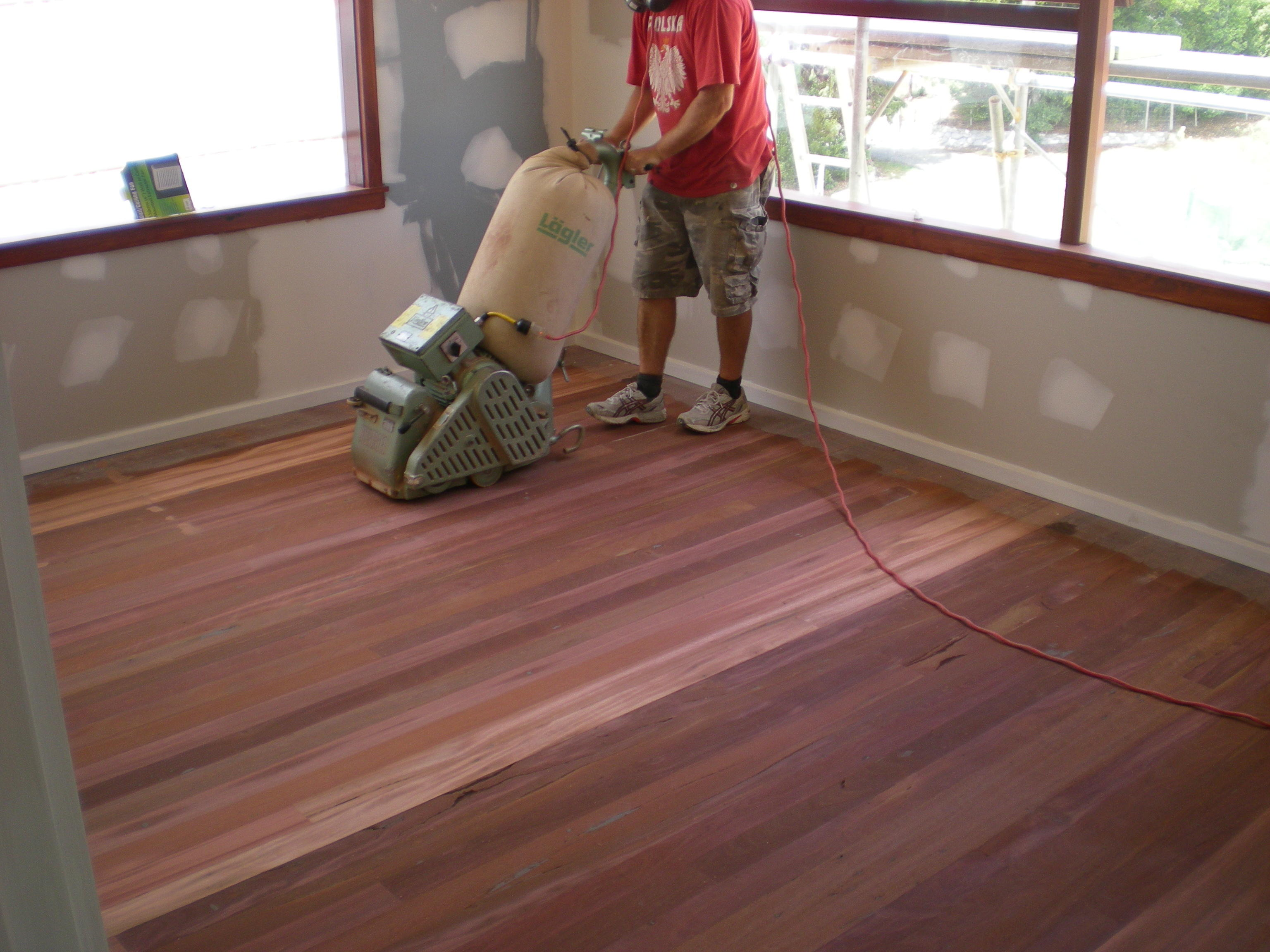
Jarrah Parkett

Durch die Blüten spielt Jarrah bei der Honiggewinnung eine Rolle, hauptsächlich wird jedoch das schöne, rötlich-braune und beständige, schwere Holz genutzt. Jarrah ist eines der wichtigsten Harthölzer Australiens. Das gegen Termiten resistente Holz des Jarrah-Baumes wird für den Bau von Möbeln, als Parkett und für Fußböden verwendet. Es kommt im Schiffbau, Brückenbau und Bergbau zum Einsatz. Das Holz wird auch für den Bau von Musikinstrumenten verwendet.
Das harte Kernholz ist von rosafarbener bis dunkelroter beziehungsweise rotbrauner Farbe. Der Splint ist schmal, das Splintholz ist hell und zeigt die Farbtöne des Kernholzes. Jahresringe fehlen meistens.